# پیستر (تگزاس)
پیستر (به انگلیسی: Peaster) یک منطقهٔ مسکونی در ایالات متحده آمریکا است که در شهرستان پارکر، تگزاس واقع شده‌است.